# A Bride for Rip Van Winkle
Pour plus de détails, voir Fiche technique et Distribution.
A Bride for Rip Van Winkle (リップヴァンウィンクルの花嫁, Rippu Van Winkuru no hanayome) est un film dramatique japonais écrit et réalisé par Shunji Iwai et sorti en 2016.

## Synopsis
Nanami est une enseignante introvertie accroc aux réseaux sociaux qui, après avoir rencontré Tetsuya en ligne, se marie rapidement avec lui. Confrontée à des relations superficielles et à des trahisons, elle se lie d'amitié avec Mashiro, une actrice énigmatique.

## Fiche technique
- Titre : A Bride for Rip Van Winkle
- Titre original : リップヴァンウィンクルの花嫁 (Rippu Van Winkuru no hanayome)
- Réalisation : Shunji Iwai
- Scénario : Shunji Iwai d'après le roman de Shunji Iwai
- Musique : Mako Kuwabara
- Photographie : Chigi Kanbe
- Montage : Shunji Iwai
- Production : Shunji Iwai, Muneyuki Kii, Tomoyuki Miyagawa, Aki Mizuno, Akira Mizuno et Masashi Mizuno
- Société de production : Rockwell Eyes, BS Fuji, Hikari TV, Kinoshita Komuten, Nihon Eiga Senmon Channel, Papado Music Publishers, Pony Canyon et Toei Company
- Pays :  Japon
- Genre : Drame, romance
- Durée : 179 minutes
- Dates de sortie : 
  -  Japon : 26 mars 2016

## Distribution
- Haru Kuroki : Nanami Minagawa
- Cocco : Mashiro Satonaka
- Gō Ayano : Yukimasu Amuro
- Sôkô Wada : Yuto Takashima
- Tomoko Mariya (ja) : Harumi Minagawa
- Hideko Hara (ja) : Kayako
- Hyunri : Mami Nitadori
- Gō Jibiki : Tetsuya
- Akio Kaneda (ja) : Hironori
- Kazuaki Kiriya :
- Lily :
- Tomoko Mariya : Harumi
- Nana Natsume : Saeko
- Yōjirō Noda :
- Yugo Saso : Nameri
- Soko Wasa : Yujin